# Frederick Alderson
Frederick Alderson (ur. 27 czerwca 1867 w Hartford, zm. 18 lutego 1925 w Hartlepool) – angielski rugbysta, reprezentant kraju, sędzia sportowy.
Studiował w Clare College wchodzącym w skład University of Cambridge, gdzie uzyskał tytuły B.A. (1889), a następnie M.A. (1893). Grał wówczas dla uniwersyteckiego zespołu rugby, dziewięciokrotnie wystąpił także w barwach Barbarians. W latach 1891–1893 rozegrał w Home Nations Championship sześć spotkań dla angielskiej reprezentacji zdobywając jedenaście punktów.
Nauczał w Henry Smith School, gdzie został następnie dyrektorem. Poprowadził jedno ze spotkań Home Nations Championship 1903.